# Robert Carr
Robert Carr, primer conde de Somerset (Wrington, c. 1587 – Dorset, 17 de julio de 1645), fue un político y favorito del rey Jacobo I de Inglaterra y VI de Escocia.

## Antecedentes
Robert Kerr nació en Wrington, Somerset, Inglaterra, el hijo menor de Sir Thomas Kerr (Carr) de Ferniehurst, Escocia, con su segunda esposa, Janet Scott, hermana de Walter Scott de Buccleuch.Alrededor del año 1601, mientras era un oscuro paje de Sir George Home, conoció a Thomas Overbury en Edimburgo. Los dos se hicieron amigos y viajaron juntos a Londres. Overbury pronto se convirtió en secretario de Carr. Cuando Carr se embarcó en su carrera en la corte, Overbury se convirtió en mentor, secretario y asesor político de su amigo más carismático, el cerebro detrás del constante ascenso de Carr a la prominencia.

## Favorito del rey

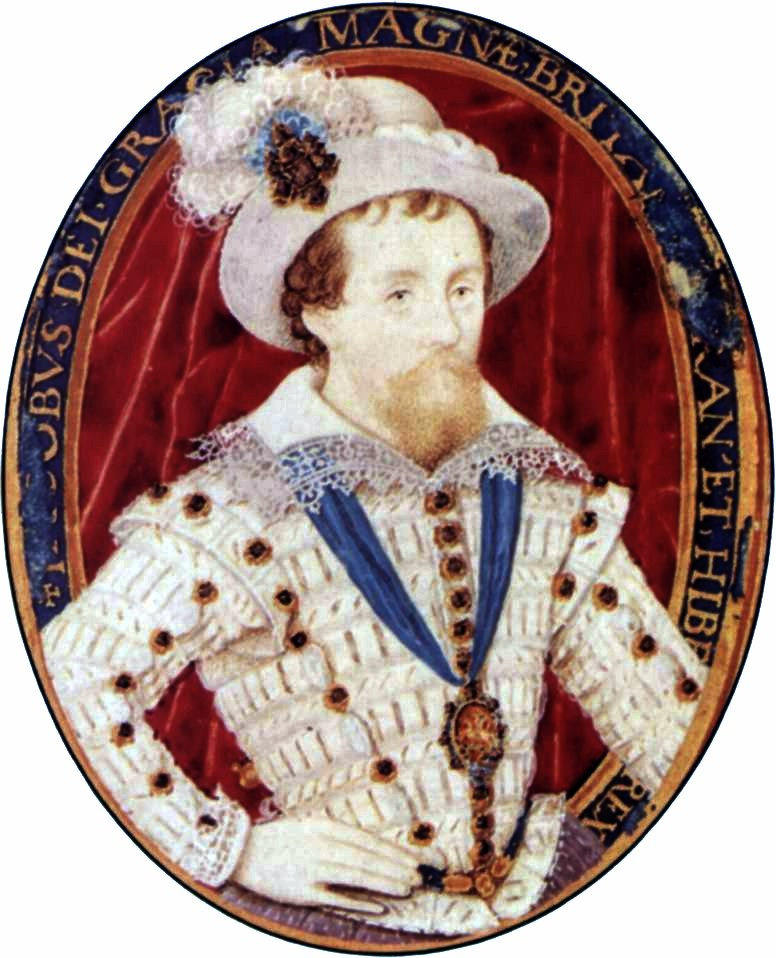
Retrato de Jacobo I por Nicholas Hilliard, del período 1603-1609

En 1607, Carr se rompió la pierna en una justa a la que asistió Jacobo I. Según Thomas Howard, I conde de Suffolk, el rey le enseñó latín, lo nombró caballero y convirtió en su favorito. Sir Walter Raleigh, a través de un attainder, había perdido su posesión vitalicia del castillo de Sherborne, a pesar de que previamente había ejecutado un traspaso mediante el cual la propiedad pasaría a su hijo mayor en caso de su muerte (un traspaso que ayudó a codificar muchos aspectos del uso inglés de primogenitura, todavía en práctica incluso hoy). Desafortunadamente para Raleigh, este documento quedó sin valor debido a un defecto que le dio al rey la posesión final de la propiedad. Siguiendo el consejo de Robert Cecil, primer conde de Salisbury, su secretario de Estado, Jacobo I confirió la mansión a Carr. El caso se discutió ante la justicia y en 1609 se dictó sentencia a favor de la Corona. Al parecer, Lady Raleigh recibió una compensación inadecuada y Carr inmediatamente tomó posesión de la propiedad. La influencia de Carr llegó a ser tal que en 1610 contribuyó decisivamente a persuadir al rey para que disolviera el Parlamento, que había mostrado signos de atacar a los favoritos escoceses del monarca. El 24 de marzo de 1611 fue nombrado duque de Rochester y, posteriormente, consejero privado.

## Matrimonio con Frances Howard

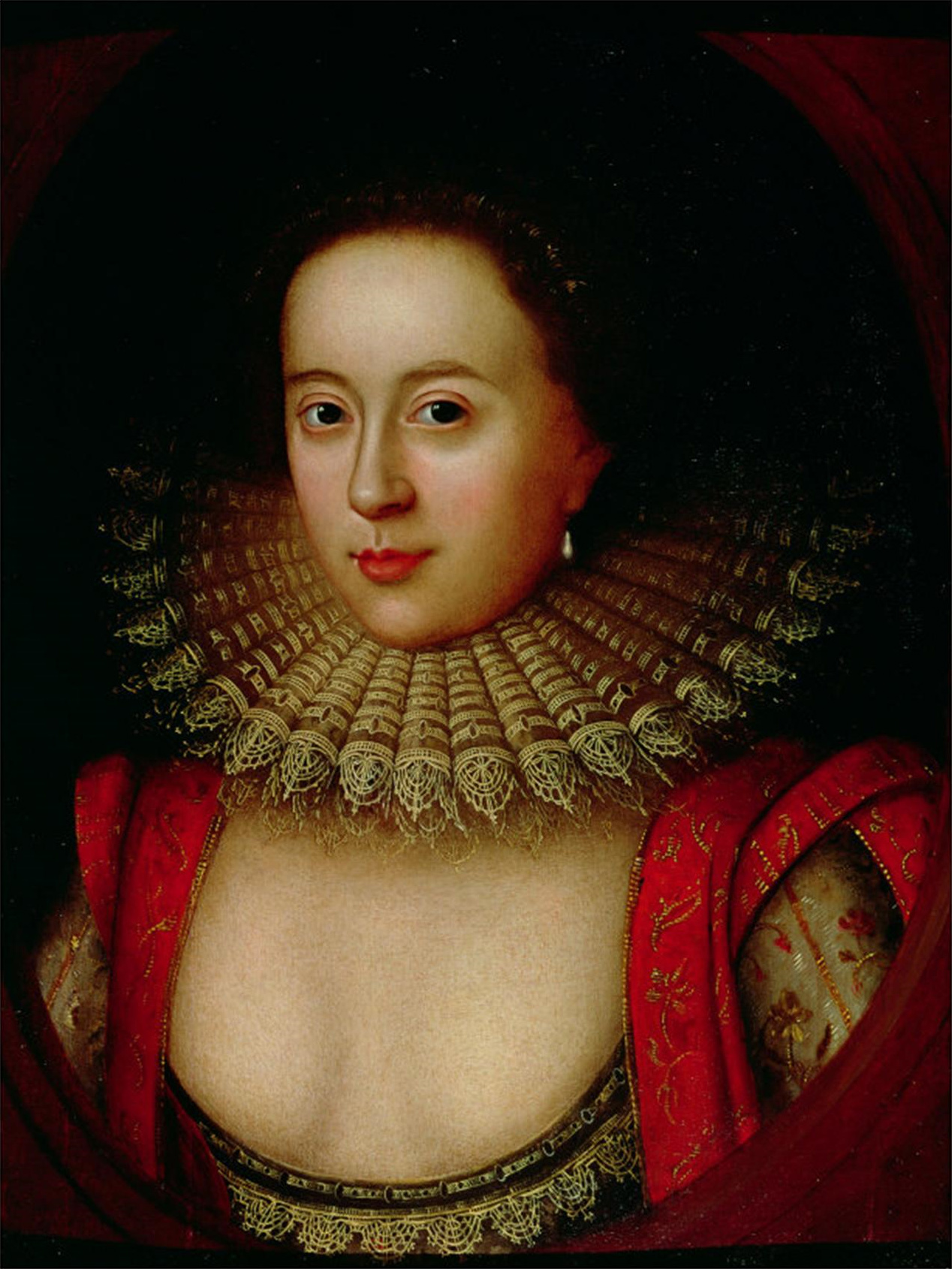
Retrato de Frances Howard por William Larkin, c. 1615

Cuando Robert Cecil murió en 1612, Jacobo I tuvo la idea de gobernar en persona como su propio Ministro de Estado, con Carr desempeñando muchos de los deberes anteriores de Salisbury y actuando como su secretario.  Pero la incapacidad del monarca para atender de cerca los asuntos oficiales expuso al gobierno al faccionalismo. El partido Howard, formado por Henry Howard, primer conde de Northampton; Thomas Howard, I conde de Suffolk ; su yerno William Knollys, I conde de Banbury; Charles Howard, primer conde de Nottingham, y Sir Thomas Lake, pronto tomaron el control de gran parte del gobierno y su patrocinio. Incluso el poderoso Carr, que apenas tenía experiencia en las responsabilidades que se le imponían y que a menudo dependía de su amigo íntimo Overbury para que le ayudara con los documentos gubernamentales, cayó en el bando de Howard. Lo había hecho después de iniciar un romance con Frances Howard, condesa de Essex, hija del conde de Suffolk.
Overbury desconfiaba de los Howard y todavía contaba con la atención de Carr, y trató de impedir el matrimonio. Para sacarlo de la corte, la facción de Howard manipuló a Overbury para que pareciera irrespetuoso con la reina. Luego persuadieron al rey para que le ofreciera una asignación como embajador ante la corte del zar Miguel I de Rusia, conscientes de que su negativa equivaldría a traición. El plan funcionó y Overbury se negó, deseando permanecer en Inglaterra y al lado de su amigo, de forma tal de no perder influencia. El 22 de abril de 1613, Overbury fue llevado en la Torre de Londres a "petición" del rey, y murió allí finalmente cinco meses después, el 15 de septiembre, "por causas naturales".
El 25 de septiembre de 1613, y apoyada por el rey, Frances Howard obtuvo un decreto de nulidad de su matrimonio con Robert Devereux, III conde de Essex. El 3 de noviembre de 1613, Carr fue ascendido a conde de Somerset y el 23 de diciembre fue nombrado Tesorero de Escocia. El 26 de diciembre, se casó con Frances Howard. Las festividades de boda incluyeron la Máscara de Flores, que representa una escena en Virginia.

## Poder, escándalo y caída

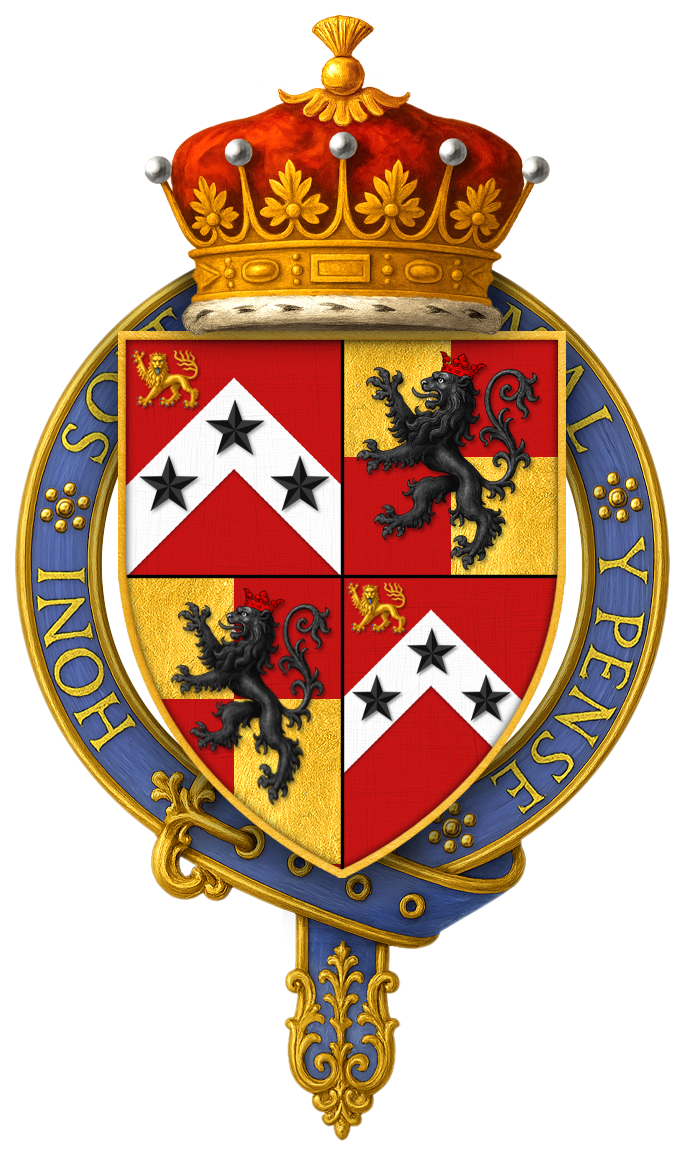
Armas cuarteadas de Sir Robert Carr, primer conde de Somerset, KG (1.º y 4.º de gules sobre un galón Argenta, tres salmonetes de gules en jefe dexter, un león pasante guardián O para Carr; 2.º y 3.º trimestral de O y de gules en general, un león rampante Sable coronado ducalmente De gules para el aumento de Rochester.)

En 1614 Carr fue nombrado lord Chambelán. Apoyó al conde de Northampton y al partido español en oposición a los antiguos asesores del rey, como Thomas Egerton, I vizconde Brackley, que se esforzaban por mantener la unión con los protestantes en el extranjero. A medida que pasaban los años, Jacobo I colmó a Somerset de más regalos, hasta 1615, cuando los dos hombres se pelearon y Somerset fue reemplazado por George Villiers (a quien Jacobo I nombró duque de Buckingham). Jacobo I escribió una carta ese año detallando una lista de quejas que tenía entonces contra Somerset. Este aún conservaba cierto favor y posiblemente habría permanecido en el poder durante algún tiempo más si no fuera por el descubrimiento en julio del asesinato del poeta Thomas Overbury por envenenamiento. En el infame juicio, Edward Coke y Francis Bacon se dispusieron a desentrañar la trama.
Finalmente, cuatro personas fueron condenadas por participar en el asesinato y ahorcadas en Tyburn a finales de 1615. Eran Sir Gervase Helwys, teniente de la Torre  de Londres, Richard Weston, un carcelero, Anne Turner, una confidente de Frances Howard, y un boticario llamado Franklin. Sir Thomas Monson I baronet también estuvo implicado en el caso, pero los cargos en su contra fueron posteriormente retirados.
Somerset y Howard fueron llevados a juicio en la primavera de 1616. Este último confesó y su culpabilidad es ampliamente aceptada. La participación de Somerset es mucho más difícil de descubrir y probablemente nunca se conocerá por completo. Las pruebas en su contra se basaban en meras presunciones y él se declaró inocente en todo momento. Las probabilidades favorecen en general la hipótesis de que no fue más que un cómplice después del hecho.
El rey finalmente dejó que las cosas siguieran su curso, y tanto Somerset como Howard fueron declarados culpables y confinados en la Torre. Temiendo que Somerset pudiera intentar implicarlo, Jacobo I envió repetidamente mensajes a la Torre rogándole que admitiera su culpa a cambio de un perdón, diciendo: "Es fácil ver que me amenazaría con calumniarme de ser, de algún modo, cómplice de su crimen".
Sin embargo, la sentencia no se ejecutó. Howard fue indultado inmediatamente, pero ambos permanecieron en la Torre hasta 1622. Somerset parece haberse negado a comprar el perdón mediante concesiones y no obtuvo su perdón hasta 1624.
Salió a la vista del público sólo una vez más cuando, en 1630, fue procesado en la Cámara Estrellada por comunicar un documento que recomendaba el establecimiento de un gobierno arbitrario por parte de Robert Dudley a John Holles, I conde de Clare.
Somerset murió en julio de 1645, dejando una única hija, Anne, más tarde esposa de William Russell, primer duque de Bedford.

## En la cultura popular
- El ascenso y la caída de Robert Carr y su relación con Thomas Overbury son el tema de la novela de Rafael Sabatini de 1930 El Minion, escrita poco antes del divorcio de Sabatini de su primera esposa en 1931.[12]